# Strandlabdarúgó-világbajnokság
A FIFA Strandlabdarúgó-világbajnokság (angolul: FIFA Beach Soccer World Cup) a nemzetközi strandlabdarúgó-élet legfontosabb és legnépszerűbb viadala. A FIFA-tag nemzeti férfi strandlabdarúgó-válogatottak versengenek a kupáért, amelyet a kétévente megrendezett döntő nyertese kap meg.
A tornát 1995-ben alapították, ám a FIFA csak 2005-ben vette át a rendezését.

## A világbajnokságok döntői

### Nem a FIFA rendezésében
| Év             | Helyszín | Döntő       | Döntő    | Döntő            | Harmadik helyért | Harmadik helyért | Harmadik helyért |
| Év             | Helyszín | Világbajnok | Eredmény | Ezüstérmes       | Bronzérmes       | Eredmény         | Negyedik hely    |
| -------------- | -------- | ----------- | -------- | ---------------- | ---------------- | ---------------- | ---------------- |
| 1995 részletek | Brazília | Brazília    | 8 – 1    | Egyesült Államok | Anglia           | 7 – 6            | Olaszország      |
| 1996 részletek | Brazília | Brazília    | 3 – 0    | Uruguay          | Olaszország      | 4 – 3            | Egyesült Államok |
| 1997 részletek | Brazília | Brazília    | 5 – 2    | Uruguay          | Egyesült Államok | 5 – 1            | Argentína        |
| 1998 részletek | Brazília | Brazília    | 9 – 2    | Franciaország    | Uruguay          | 6 – 3            | Peru             |
| 1999 részletek | Brazília | Brazília    | 5 – 2    | Portugália       | Uruguay          | 7 – 6            | Peru             |
| 2000 részletek | Brazília | Brazília    | 6 – 2    | Peru             | Spanyolország    | 6 – 3            | Japán            |
| 2001 részletek | Brazília | Portugália  | 9 – 3    | Franciaország    | Argentína        | 6 – 5            | Brazília         |
| 2002 részletek | Brazília | Brazília    | 6 – 5    | Portugália       | Uruguay          | 5 – 3            | Thaiföld         |
| 2003 részletek | Brazília | Brazília    | 8 – 2    | Spanyolország    | Portugália       | 7 – 4            | Franciaország    |
| 2004 részletek | Brazília | Brazília    | 6 – 4    | Spanyolország    | Portugália       | 5 – 1            | Olaszország      |

### A FIFA rendezésében
| Év             | Helyszín                | Döntő         | Döntő        | Döntő            | Harmadik helyért | Harmadik helyért | Harmadik helyért |
| Év             | Helyszín                | Világbajnok   | Eredmény     | Ezüstérmes       | Bronzérmes       | Eredmény         | Negyedik hely    |
| -------------- | ----------------------- | ------------- | ------------ | ---------------- | ---------------- | ---------------- | ---------------- |
| 2005 részletek | Brazília                | Franciaország | 3 – 3 (b.u.) | Portugália       | Brazília         | 11 – 2           | Japán            |
| 2006 részletek | Brazília                | Brazília      | 4 – 1        | Uruguay          | Franciaország    | 6 – 4            | Portugália       |
| 2007 részletek | Brazília                | Brazília      | 8 – 2        | Mexikó           | Uruguay          | 2 – 2 (b.u.)     | Franciaország    |
| 2008 részletek | Franciaország           | Brazília      | 5 – 3        | Olaszország      | Portugália       | 5 – 4            | Spanyolország    |
| 2009 részletek | Egyesült Arab Emírségek | Brazília      | 10 – 5       | Svájc            | Portugália       | 14 – 7           | Uruguay          |
| 2011 részletek | Olaszország             | Oroszország   | 12 – 8       | Brazília         | Portugália       | 3 – 2            | Salvador         |
| 2013 részletek | Tahiti                  | Oroszország   | 5 – 1        | Spanyolország    | Brazília         | 7 – 7 (b.u.)     | Tahiti           |
| 2015 részletek | Portugália              | Portugália    | 5 – 3        | Tahiti           | Oroszország      | 5 – 2            | Olaszország      |
| 2017 részletek | Bahama-szigetek         | Brazília      | 6 – 0        | Tahiti           | Irán             | 5 – 3            | Olaszország      |
| 2019 részletek | Paraguay                | Portugália    | 6 – 4        | Olaszország      | Oroszország      | 5 – 4            | Japán            |
| 2021 részletek | Oroszország             | Oroszország   | 5 – 2        | Japán            | Svájc            | 9 – 7            | Szenegál         |
| 2024 részletek | Egyesült Arab Emírségek | Brazília      | 6 – 4        | Olaszország      | Irán             | 6 – 1            | Fehéroroszország |
| 2025 részletek | Seychelle-szigetek      | Brazília      | 4 – 3        | Fehéroroszország | Portugália       | 3 – 2            | Szenegál         |

## Éremtáblázat
| Nemzet           | Győzelmek száma | Győzelmek száma                                                                                | Ezüstérmek száma | Ezüstérmek száma | Bronzérmek száma | Bronzérmek száma                   |
| ---------------- | --------------- | ---------------------------------------------------------------------------------------------- | ---------------- | ---------------- | ---------------- | ---------------------------------- |
| Brazília         | 16              | 1995, 1996, 1997, 1998, 1999, 2000, 2002, 2003, 2004, 2006, 2007, 2008, 2009, 2017, 2024, 2025 | 1                | 2011             | 2                | 2005, 2013                         |
| Portugália       | 3               | 2001, 2015, 2019                                                                               | 3                | 1999, 2002, 2005 | 6                | 2003, 2004, 2008, 2009, 2011, 2025 |
| Oroszország      | 3               | 2011, 2013, 2021                                                                               | 0                |                  | 2                | 2015, 2019                         |
| Franciaország    | 1               | 2005                                                                                           | 2                | 1998, 2001       | 1                | 2006                               |
| Uruguay          | 0               |                                                                                                | 3                | 1996, 1997, 2006 | 4                | 1998, 1999, 2002, 2007             |
| Spanyolország    | 0               |                                                                                                | 3                | 2003, 2004, 2013 | 1                | 2000                               |
| Tahiti           | 0               |                                                                                                | 2                | 2015, 2017       | 0                |                                    |
| Egyesült Államok | 0               |                                                                                                | 1                | 1995             | 1                | 1997                               |
| Olaszország      | 0               |                                                                                                | 3                | 2008, 2019, 2024 | 1                | 1996                               |
| Mexikó           | 0               |                                                                                                | 1                | 2007             | 0                |                                    |
| Peru             | 0               |                                                                                                | 1                | 2000             | 0                |                                    |
| Svájc            | 0               |                                                                                                | 1                | 2009             | 1                | 2021                               |
| Anglia           | 0               |                                                                                                | 0                |                  | 1                | 1995                               |
| Argentína        | 0               |                                                                                                | 0                |                  | 1                | 2001                               |
| Irán             | 0               |                                                                                                | 0                |                  | 2                | 2017, 2024                         |

## Külső hivatkozások
- A VB története a FIFA.com oldalon Archiválva 2016. február 18-i dátummal a Wayback Machine-ben (angolul)